# Hypena flammea
Hypena flammea är en fjärilsart som beskrevs av Candeze 1927. Hypena flammea ingår i släktet Hypena och familjen nattflyn. Inga underarter finns listade i Catalogue of Life.